# Траур
Траур (от немски: trauern – оплаквам) е форма на изразяване на скръб и печал от загубата на близък човек, социално бедствие или смъртта на обществено значима фигура.
Народите имат сходни траурни обичаи, например носене на тъмни (или светли) дрехи, рязане на косите, пости, плач, забрана на някои дейности и възхвала на покойника. Траурът има определена продължителност.

## Траурни обичаи
Когато траурът е вследствие от лична или семейна трагедия, в християнските страни обикновено се носят черни дрехи, като жените покриват главата си с черен воал или черна забрадка. Смехът се счита за неприличен и обиден, огледалата се покриват с тъмно парче плат, желателно е да не се гледа телевизия и слуша радио. Специални молитви се правят на 3-ия, 9-ия и 40-ия ден и обикновено се яде варено жито. Някои мъже не се бръснат 40 дни.

## Национален траур
В дните на национален траур флагът на България се спуска наполовина и се отменят планирани тържества. Когато отмяната на тържествено събитие е невъзможна, то започва с минута мълчание или слово в памет на жертвите.
Национален траур в Русия се обявява от президента на страната при едновременна гибел на 60 и повече души, а в субектите на Руската федерация – от главата на региона при смърт на 10 и повече човека.